# Campionato svizzero di hockey su ghiaccio 1937-1938

## Lega Nazionale A

### Partecipanti
NEHC Basel · 
 Berna · 
 Davos · 
 St. Moritz · 
 Grasshopper Zürich · 
 Zürcher SC

### Verdetti
| Lega Nazionale A 1938-1939 |
| -------------------------- |
| Davos NEHC Basel           |

## Serie A

### Partecipanti
Arosa · 
 Basilea Rotweiss · 
...

### Verdetti
| Serie A 1937-1938 |
| ----------------- |
| Arosa             |